# 小渕恵三
小渕 恵三（おぶち けいぞう、1937年〈昭和12年〉6月25日 - 2000年〈平成12年〉5月14日）は、日本の政治家。位階は正二位。勲等は大勲位。
衆議院議員（12期）、総理府総務長官（第29代）、沖縄開発庁長官（第10代）、内閣官房長官（第49代）、外務大臣（第121代）、内閣総理大臣（第84代）、自由民主党幹事長、自由民主党副総裁、自由民主党総裁（第18代）、自由民主党群馬県連会長などを歴任した。

## 来歴・人物
総理府総務長官、沖縄開発庁長官、内閣官房長官、自由民主党幹事長、外務大臣などを歴任。竹下登の側近として地歩を築き、敵を作らない性格から「人柄の小渕」の異名をとった。1998年に自由民主党総裁、内閣総理大臣に就任した。自由党、公明党と連立政権（自自連立、自自公連立）を樹立し、巨大与党をバックに内外政にわたり多くの懸案を処理したが、2000年に病に倒れ、そのまま逝去した。

## 生涯

### 出生 - 早稲田大学時代

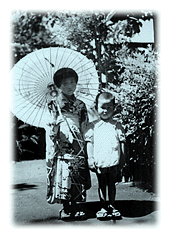
4歳のころ、自宅庭で、3歳年上の姉・多喜子と

1937年（昭和12年）、群馬県吾妻郡中之条町伊勢町に製糸業を営む小渕光平（衆議院議員・群馬県トラック協会会長）、小渕ちよ（光山社役員）夫妻の次男として生まれる。戦時中に北軽井沢に疎開していた学習院大学の教授と懇意になり、編入を勧められた父の意向により中之条町立中之条中学校1年の時に、学習院中等科に編入。以後は東京都北区王子に移住。
学習院に編入したものの、周りは名家の子息ばかりだったことから、地方出身の小渕にとっては決して居心地の良い環境ではなかったらしく、クラスメートからはいじめの対象となり、「群馬」という渾名を付けられていたという。
このことから、中等科卒業後は外部の高校を目指すことを決め、東京都立北高等学校（現・東京都立飛鳥高等学校）に進学。同校卒業後、二浪を経て早稲田大学第一文学部英文学科に進学。
父・光平が衆議院議員在職中に脳梗塞で亡くなると、政治家になるためのスキル獲得のため、サークル活動に積極的に取り組んだ。雄弁会、富木流合気道（日本合気道協会）の合気道部（小渕は合気道四段）、詩吟サークルの稲吟会、書道会、観光学会（堤義明主宰）、アジア友の会、沖縄東京学生文化協会など、数多くのサークルに所属した。加えて、選挙対策として吾妻青年政治研究会会長・群馬早稲田会会長などを歴任した。

### 政治家へ
光平の死後、1960年（昭和35年）に第29回衆議院議員総選挙が行われた。当時23歳で、まだ被選挙権が無かったため、地元では元参議院議員で群馬県知事、長野県知事を歴任した伊能芳雄らを立てたが落選。結果的にこの時、伊能が議席を取れなかった事が小渕の政界進出を導いた。
1962年（昭和37年）、早稲田大学を卒業、早稲田大学大学院政治学研究科に進学、在学中の1963年（昭和38年）、海外視察旅行に出かけ、当時アメリカの施政権下にあった沖縄県を皮切りに計38ヶ国を歴訪。
早大大学院在学中の1963年11月、第30回衆議院議員総選挙に旧群馬3区（中選挙区制）から自民党公認で出馬し、47,350票を獲得し初当選（4議席中3位当選）。当時史上最年少となる26歳での衆議院議員当選であった。同期には橋本龍太郎、中川一郎、大出俊、田中六助、伊東正義、渡辺美智雄などがいる。群馬3区は福田赳夫、中曽根康弘、日本社会党書記長に登りつめた山口鶴男などの大物議員が林立し「上州戦争」とも呼ばれる激戦区で、小渕は自らを「ビルの谷間のラーメン屋」「米ソ両大国の谷間に咲くユリの花」と喩えていたが、その後も議席を維持した（連続12回当選）。
1967年（昭和42年）、現在環境保護運動家として活動する大野千鶴子と結婚した。仲人は橋本登美三郎が務めた。
自民党内では佐藤派→田中派→竹下派→小渕派と一貫して保守本流を歩き、渡部恒三、小沢一郎、橋本龍太郎らと共にいわゆる「竹下派七奉行」に列せられた。また、竹下登に一貫して師事し、竹下直系として力を握った。
1970年（昭和45年）1月20日に郵政政務次官（第3次佐藤内閣）に就任した。就任時、「郵政省で政務次官をやるからには現場の職務を深く理解したい」と考え、郵政外務職員に混じって自ら郵便配達を行い、当時の郵政省職員、郵便局局員を驚かせ、かつ支持を得ていった。こうしたパフォーマンスは、2021年現在では珍しくないが、当時としては異例で大いに話題を呼んだ。
1972年（昭和47年）、自民党総裁選で田中角栄と福田赳夫が対決した『角福戦争』の際、同郷の福田ではなく、同じ派閥の田中に投票した。そのため、福田首相を熱望していた群馬県民の怒りを買い、その年の暮れに行われた、第33回衆議院議員総選挙で苦戦を強いられたが、全国最低得票で辛くも当選した。
1972年7月12日に、建設政務次官（第1次田中内閣）に就任し、1973年（昭和48年）11月25日には総理府総務副長官（第2次田中改造内閣）に就任した。このように、小渕は3回も政務次官に就任しているが、政務次官就任は当時の自民党の常識では通常2回が限度とされており、非常に異例であるといえる。
1979年（昭和54年）11月9日、総理府総務長官兼沖縄開発庁長官（第2次大平内閣）として初入閣。同期の中で国務大臣になったのは、最も遅かった。
この間、木曜クラブ常任委員会議長として、竹下登自由民主党総裁の実現に奔走。1987年（昭和62年）11月6日に発足した竹下内閣で内閣官房長官に就任し、内閣総理大臣臨時代理を務めた。官房副長官を務めた小沢一郎とのコンビは、竹下によって「小・小コンビ」（スモールコンビ）と呼ばれた。また小渕は「竹下内閣には三人の官房長官がいる。一人目は本物の私。二人目は官房長官経験がある竹下登総理、三人目は官房副長官の小沢一郎」という言葉を残している。
自由民主党群馬県支部連合会（群馬県連）では、1986年7月から会長を務めた。

### 「平成おじさん」から首相へ

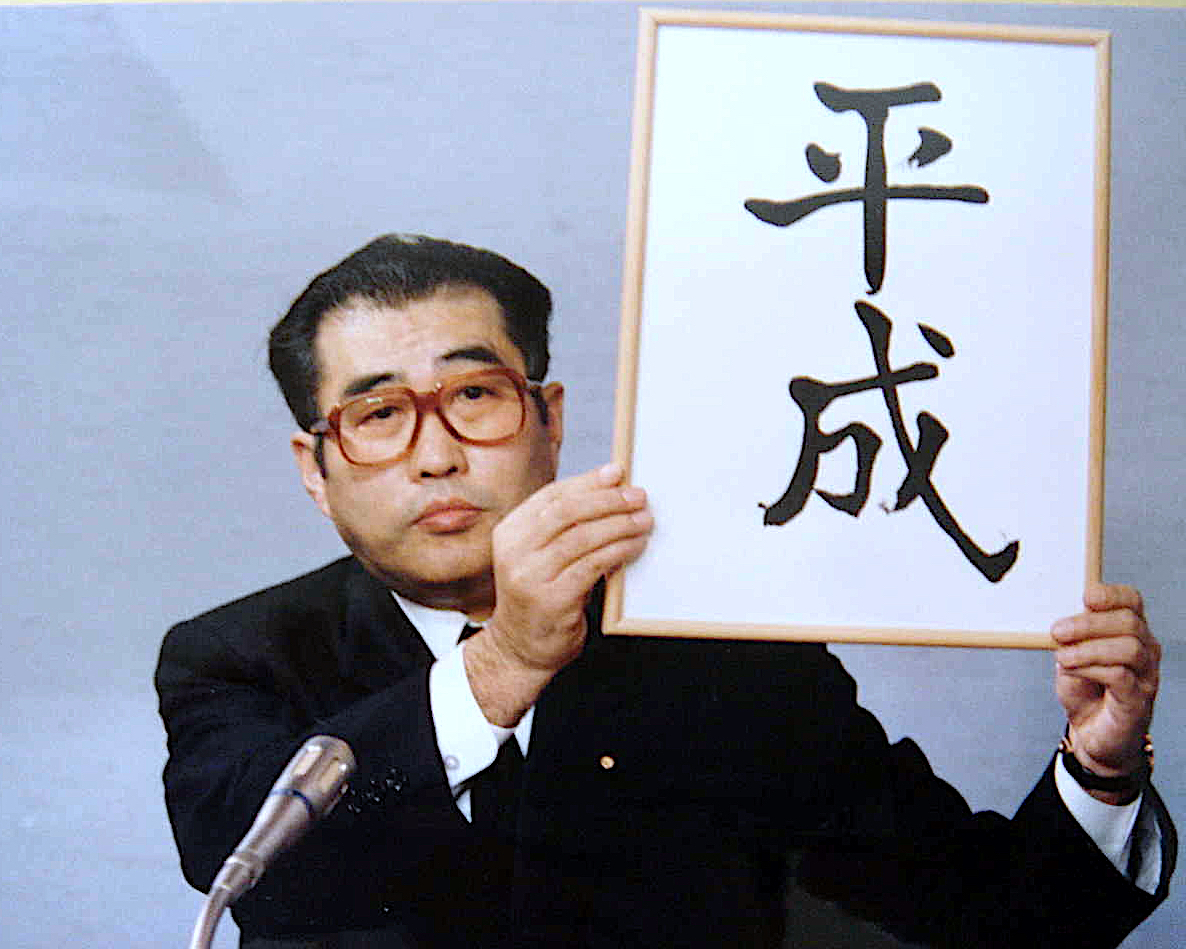
1989年1月7日、総理大臣官邸にて新元号を発表（当時51歳）

官房長官時代の1989年1月7日、昭和天皇崩御に伴い明仁親王が践祚（皇位継承）。改元にあたり、「元号法」に基づいて「元号を改める政令（昭和64年政令第1号）」が公布された後、総理大臣官邸（現：総理大臣公邸）での記者会見で「新しい元号は『平成』であります」と新元号を公表した。64年も続いた史上最長の元号「昭和」に替わる新元号の発表は国民的な注目を集めていたこともあり、小渕は「平成おじさん」として広く知られるようになった。小渕が「平成」と書かれた色紙（河東純一書）の収められた額を掲げるシーンは、昭和から平成への時代変遷を象徴する映像、写真としてその後も多く利用されている。また、2019年5月1日の令和改元前後にも、再び話題となった。
昭和天皇崩御に伴い官房長官として大喪の礼などの重要課題を取り仕切った。しかし、官房長官に就任してすぐの閣僚名簿の発表時に堀内俊夫環境庁長官の名前を呼び忘れるなど、発言の訂正が多く「訂正長官」と揶揄されることもあった。
1991年（平成3年）4月、当時自民党幹事長だった小沢一郎が東京都知事選挙に際し、NHK論説主幹だった磯村尚徳を強引に担ぎ出したものの、自民党都連は小沢に反発し現職の鈴木俊一を推すという分裂選挙を引き起こし、結局鈴木が完勝。小沢が引責辞任したため自由民主党幹事長に就任。このとき、金丸信は小渕幹事長就任の経緯について「ファースト・インプレッションだ」と語った。
1992年（平成4年）10月、竹下派（経世会）会長の金丸が東京佐川急便事件で議員辞職に追い込まれると、金丸の後継をめぐって小沢一郎と反小沢派の対立が激化。小沢派が推す羽田孜と、反小沢派が推す小渕との間で後継会長の座が争われた。
激しい権力闘争の末、最後は竹下の後ろ盾を得ていた小渕が、半ば強引に後継の派閥領袖と決まった。しかし小沢、羽田らは反発して改革フォーラム21（羽田・小沢派）を旗揚げし経世会（小渕派）は分裂。1993年（平成5年）、羽田らは自民党を離党して新生党を結成した。
その後、1994年（平成6年）に自民党副総裁に就任したものの、党務に従事したため、重要閣僚のポストには無縁で埋もれかけた。
1995年（平成7年）、自由民主党群馬県支部連合会の会長選挙に際し、衆院選での小選挙区の候補者選考をめぐって小渕に不満を持っていた中曽根康弘が小渕の県連会長続投に異議を唱え、それに同調した福田康夫らにより小渕は自民党群馬県連会長の座を退任に追い込まれた（後任は尾身幸次元経済企画庁長官）。群馬県では「小渕の政治生命もこれで終わり」という声がもっぱらであった。
1996年（平成8年）1月、村山富市首相の辞任に伴い、小渕派の橋本龍太郎が内閣総理大臣に就任。小渕派会長の小渕は政権への意欲を示したものの、野中広務らの説得により、現実的判断をとって橋本支援に転換。橋本の対抗馬であった河野洋平とソリの合わなかった加藤紘一に党幹事長のポストを渡すなどの工作を行った。
同年10月の第2次橋本内閣の発足に当たって、党執行部は小渕に衆議院議長を打診する。橋本の後継候補の一人と見做されていた小渕が59歳の若さで「上がりポスト」である議長に就任すれば異例であったが、この打診はそれを踏まえた上で困難な国会運営にあたって経験豊富な小渕の手腕を見込んだものであり、小渕自身も「三権の長をやったから別の三権の長をやってはいけないとは憲法に書いてない」として一度は前向きになったものの、将来の首相の芽がなくなることを懸念した地元の支持者たちが猛反対し、側近の額賀福志郎や青木幹雄、綿貫民輔らや秘書の古川俊隆らも反対であったため、就任を固辞した。小渕の名前が消えた後、議長には竹下に近い伊藤宗一郎が就任した。
1997年（平成9年）9月、第2次橋本内閣改造内閣で外務大臣に就任し表舞台に復帰。当時外務省では消極論が強かった対人地雷全面禁止条約（オタワ条約）に就任直後から積極姿勢を示して流れを変え、締結に導いた。この事業に関しては政敵の菅直人や土井たか子からも高い評価を受けるなどし、外相としての評価を高めたことが、次期首相就任へとつながっていった。
1998年（平成10年）7月30日、第18回参議院議員通常選挙での敗北の責任をとって辞任した橋本の後継首相になる。しかし、橋本と同派閥の小渕の登板に当初は各方面から批判を浴び、低支持率からのスタートとなった（首相としての活動は別記）。発足から4ヶ月たった11月にはNHK世論調査で支持率20%、不支持率62%と厳しい評価を与えられていた。

### 脳梗塞・死去
低空飛行でスタートした政権だが、自由党、公明党との連立や経済の漸進的な回復、外交の実績などで政権基盤は安定し、支持率も回復するなど（1999年8月のNHK世論調査で支持率53%、不支持率25%）長期政権も視野に入っていた。しかし2000年（平成12年）4月2日に脳梗塞を発症した。
この前日、連立与党を組んでいた自由党との連立が決裂しており、4月1日午後、政権運営がより困難になったと思われるこの緊急事態について記者から質問されると小渕はしばし答弁できず、無言状態から言葉を出すのに10秒前後の不自然な間があった。これは脳梗塞が原因で生じる一過性脳虚血発作と考えられている。
元々心臓に持病があり、加えて首相としての激務が脳梗塞を引き起こしたと考えられている。通常執務が終わり総理大臣公邸に戻っても大量の書類・書籍・新聞の切り抜きに目を通し、徹夜でビデオの録画を見るのが日課で一般人を含む様々な人にかける数々のブッチホンを始め、休日返上で様々な場所へ出かけたり外相時代から外遊を多くこなしたことも健康悪化に拍車をかけた。介護保険施行日の4月1日に小渕と介護施設で開かれたセレモニーに出席した厚生大臣の丹羽雄哉に「最近、言葉が出てこないことがあるんだよ」と言ったと言う。
小渕は意識が判然としないまま4月2日の未明に順天堂大学医学部附属順天堂医院に緊急入院した。内閣総理大臣が職務執行不能になった場合に備えてその臨時代理予定者があらかじめ指定されることがあるが、この内閣ではこのときまで指定されていなかった。小渕は4月3日に内閣官房長官の青木幹雄を首相臨時代理予定者に指名したとされているが、「小渕は指名を行うことができる状態だったのか」と野党やメディアに疑惑として追及された。これ以降の内閣では、必ず臨時代理予定者があらかじめ指定されるようになった。
後に青木本人が「小渕さんの症状は脳死ではないのか?」という記者からの異議申し立てを却下したうえ、医師団が曖昧な説明しかしなかったため疑惑は残り、幹事長の森喜朗が後任の総理・総裁に選ばれた経緯と併せて「五人組による密室談合政治」と批判される原因となった。
4月4日、小渕首相が昏睡状態の中、青木首相臨時代理は臨時閣議を開き小渕内閣の総辞職を決定した。内閣総理大臣の在職中の病気を理由とした退任は1980年（昭和55年）6月に急逝した大平正芳以来20年ぶりのことであった。4月5日に自民党は党大会に代わる両院議員総会において、幹事長の森喜朗を満場一致で第十九代総裁に選出した。同じく4月5日に衆議院の本会議と参議院の本会議で内閣総理大臣指名選挙が行われ、森喜朗が内閣総理大臣に指名された。

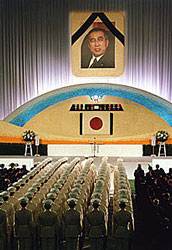
「故小渕恵三」内閣・自由民主党合同葬儀の様子（2000年6月8日撮影）

その後も小渕の昏睡状態は続き、意識が回復することのないまま、倒れてから約1か月半を経た同年5月14日午後4時7分に死去。62歳だった。なお奇しくも父と同じ病気で倒れ同じ病院で亡くなっている。なお、大平とは異なり、死去直前に内閣総理大臣を退任していたため、現職のままで死去したものではない。
62歳（10ヶ月）での死去は日本の歴代総理大臣の中では5番目に若い没年齢であるが、戦後でいえば小渕が一番若い（小渕より若くして没した総理大臣経験者は近衛文麿、黒田清隆、濱口雄幸、加藤友三郎と、全て第二次世界大戦以前の人物である）。密葬は5月16日に東京都青山葬儀所にて行われた。戒名は「恵柱院殿徳政信宝大居士」。
5月15日、その前日（死亡当日）の日付で大勲位菊花大綬章が贈られた。5月30日、衆議院本会議で村山富市元首相が追悼演説を行った。衆院での首相経験者への追悼演説は野党第一党党首が行うのが通例であり、本来なら民主党代表の鳩山由紀夫が務める処であった。
6月8日、日本武道館において内閣、自民党合同葬が執り行われ、それに合わせた弔問外交も行われた。
2か月後の第42回衆議院議員総選挙には、次女の小渕優子が後継として、群馬県第5区から出馬した。この選挙は小渕前首相の弔い選挙のような様相を呈し、優子は次点の山口鶴男（元日本社会党書記長、元総務庁長官）に13万票以上の大差をつけて当選した（以後優子は連続当選し、2024年現在、9期目の現職である）。なお、この第42回衆院選は小渕前首相の誕生日である6月25日に投開票が行われたことから、優子は初当選が決まった直後のスピーチで「今日のこの結果は父への何よりの誕生日プレゼントとなりました」と述べた。また、この年には師匠の竹下登、総裁選で対決した梶山静六も相次いで亡くなった。
2006年（平成18年）5月、七回忌を前に「小渕元首相を偲ぶ会」が開催され、森喜朗、橋本龍太郎、青木幹雄、小寺弘之らが参加した。

## 首相としての事績

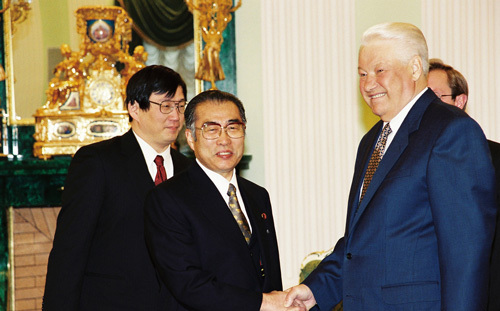
ロシア連邦大統領エリツィンとの会談で（1998年10月13日、モスクワ）

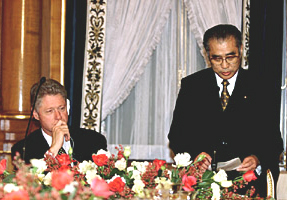
アメリカ合衆国大統領クリントンを招いた晩餐会で（1998年11月19日、東京）

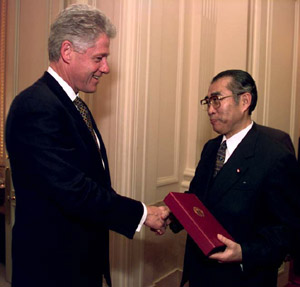
翌日の日米首脳会談後（1998年11月20日）

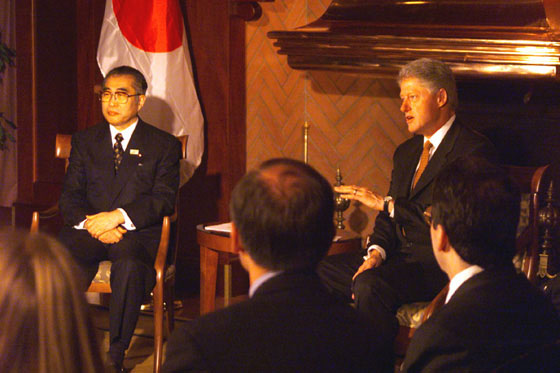
第25回主要国首脳会議に併せて行われた日米首脳会談後の記者会見（1999年6月18日）

1998年の参議院選挙で自民党が追加公認を含め45議席と大敗すると橋本内閣は総辞職に追い込まれ、現職外相の小渕が自民党総裁選に出馬した。当初、橋本からの政権禅譲が期待されたが、前官房長官梶山静六と現職厚相の小泉純一郎が総裁選に出馬し激しい選挙戦を展開。金融機関の不良債権処理を急ぐ梶山、持論の郵政民営化を柱とする行政改革を主張する小泉に対し、小渕は財政支出による景気対策を主張した。三候補について田中眞紀子からは「軍人」、「変人」、「凡人」（それぞれ梶山、小泉、小渕。梶山は陸軍航空士官学校卒であることから）などと評された。総裁選では亀井静香や平沼赳夫らが同派閥の小泉ではなく梶山に票を流して反小渕票が分散し（後に亀井らは清和会を離脱）、梶山と小泉を破り党総裁に就任した。
7月30日、第143回国会で首班指名を受け、第84代内閣総理大臣に就任。しかし、与野党が逆転している参議院では民主党代表の菅直人が首班指名され、日本国憲法第67条の衆議院の優越規定により辛くも小渕が指名されるなど、当初の政権基盤は不安定だった。加えて、参院選で大敗した前首相と同派閥の小渕は新鮮味が薄く、マスコミからも批判を浴びた。新聞紙上には「無視された国民の声」などという見出しが並び、就任早々から「一刻も早く退陣を」と書きたてた新聞もあった。ニューヨーク・タイムズには「冷めたピザ」ほどの魅力しかないと形容された（後に、記者団にピザを配ったことがある）。
総理大臣当時、目指すべき国家像として「富国有徳」を打ち出す。この概念は静岡県知事に就任した石川嘉延により引き継がれ、石川知事時代の静岡県のスローガンの一つに掲げられた。
同年10月、「金融国会」と異名された第143回国会において、金融再生法案は野党、民主党案丸飲みを余儀なくされ、10月16日には参議院で防衛庁調達実施本部背任事件をめぐって、額賀福志郎防衛庁長官に対する問責決議が可決され、額賀は辞任に追い込まれた。この時から、当時の参議院議長の斎藤十朗と政治手法をめぐって火花を散らしていた。
しかし、その一方で政権基盤の安定を模索し、野党の公明党、自由党に接近。11月に公明党が強力に主張した地域振興券導入を受け入れ、自由党党首の小沢一郎とは連立政権の協議開始で合意した。
1999年（平成11年）1月、自由党との自自連立政権が発足。このことで政権基盤が安定し、周辺事態法（日米ガイドライン）、憲法調査会設置、国旗・国歌法、通信傍受法、住民票コード付加法（国民総背番号制）などの重要法案を次々に成立させた。このような政治手腕に対して、中曽根康弘元総理は文藝春秋誌において「真空総理」と評した。
同年3月には能登半島沖不審船事件が発生。小渕は、夜中に急に事態が動いた場合にすぐに公邸から官邸に行って記者会見しなければいけない、という強い気持ちから、下はステテコ、上はワイシャツを着たまま毎晩寝ていた。
第26回主要国首脳会議（沖縄サミット）と西暦2000年（平成12年・ミレニアム）をきっかけとして、1999年（平成11年）10月に、小渕の発案で『二千円紙幣』の発行を決断した。
同年9月、自民党総裁選でYKKの一角、加藤紘一元幹事長と山崎拓元政調会長を破り総裁に再任。10月に公明党が正式に与党参加。続く内閣改造、党三役人事では、幹事長、森喜朗を留任させ、総務会長には加藤派が推挙した小里貞利を拒否、政調会長の池田行彦を総務会長に起用し、加藤のライバルで総裁経験者の河野洋平を外相に起用した。また山崎派が推挙した保岡興治の入閣も拒否し、深谷隆司を通産相に起用した。これは総裁選後の報復人事とささやかれた。
この時の人事では早稲田大学雄弁会OBから玉澤徳一郎農林水産大臣、青木幹雄官房長官を起用。また地元の群馬県から福田赳夫の娘婿の越智通雄金融再生委員長（森派）、中曽根康弘の息子・中曽根弘文文部大臣（江藤・亀井派）、山本富雄の息子・山本一太外務政務次官（森派）といった上州戦争の関係者を起用した。
同年12月には情報化、高齢化・環境対策などを柱にした「ミレニアム・プロジェクト」（新しい千年紀プロジェクト）を取りまとめている。このうち、情報化政策については後の森政権の時に更に発展させて、「e-Japan構想」として打ち出されることとなった。
2000年（平成12年）2月、自由党の要求を受け衆院の比例代表区定数を20削減する定数削減法を強行採決で成立させた。3月には、教育改革国民会議の開催を始めた。
同年4月1日、自由党との交渉が決裂し、連立離脱を通告されるが、翌日に脳梗塞で緊急入院。4月4日に正式に内閣総辞職した。在職日数616日。いわゆる五人組によって後継に森喜朗が選出され、森内閣に引き継がれた。
全体の方針を策定するだけで、各省庁の個別の案件は国務大臣自らの裁量に任せるというのが小渕内閣の特徴であった。
「日本一の借金王」と自嘲したように、赤字国債発行による公共事業を推し進めた張本人としても批判された。ただ、在任中は、日本銀行のゼロ金利政策やアメリカの好景気、何より積極財政の成果により、経済は比較的好調で、ITバブルが発生した。日経平均株価も2万円台にまで回復させた。合計約42兆円の経済対策の内訳は、公共事業が約4割を占めているが、減税や金融対策などにも充てられた。
また公明党の発案で、地域経済の活性化と称し「地域振興券」を国民に配布したが、これは「バラマキ政策の極致」と酷評された。また、労働者派遣法を改正し規制を緩和した結果、特殊分野に限られていた労働者派遣業の対象業種は大幅に拡大し、その後、派遣社員のワーキングプア問題が発生した。

## 首相としての評価

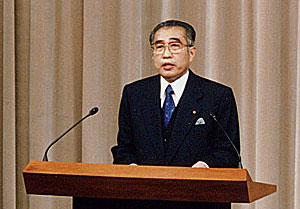
記者会見にて（2000年1月1日、内閣総理大臣官邸）

就任当初、日本政治が専門の三井海上基礎研究所のジョン・ニューファーが「小渕氏は冷めたピザほどの魅力しかない。（内閣総理大臣になったとしても）自分自身では決断ができず、党長老の単なる傀儡にしかすぎないだろう」と述べ、それがニューヨーク・タイムズ誌に掲載されたことから、『冷めたピザ』が日本で流行語となり、外務省がこれに対して批判的なコメントをする事態となった。後にニューファーと対面した小渕は「ところで、冷めたピザとはどういう意味ですか」と直接尋ねた。対面後のニューファーは「人間関係に関しては、内閣総理大臣は思ったよりシャープだ」とやや考えを改めている。
反面、周辺事態法、通信傍受法、国旗・国歌法など、長年の懸案を一気に片付け、金融不安に終止符を打ち、任期後半は経済も堅調に推移していた。外交では日米関係を順調に発展させる一方、韓国の金大中大統領との間で、歴史問題の「区切り」と未来志向の日韓関係で合意、東南アジア関係も深化した(日韓共同宣言)。このほか国旗及び国歌に関する法律と交換条件で成立したという説もある男女共同参画社会基本法も、その後の日本社会に与えた影響は大きいといわれている。
1999年7月の訪中時に中華人民共和国における植林緑化助成基金の設立を中国側に提案、同年11月には「日中民間緑化協力委員会」を設立、その資金として日本政府から100億円規模の予算を拠出した。また、中華人民共和国における遺棄化学兵器助成処理の実績から、日本国内では親中派としても知られた。他方で中華人民共和国の江沢民の謝罪要求や北朝鮮の不審船問題に対して節度を保ちながらも一定の強い対応を示した。こうして、硬軟織り交ぜながらも外交でも多くの成果をあげた。
また沖縄に強い思いを寄せた最後のリーダーともいわれ、手厚い沖縄振興策やサミット開催の決断も業績に数えられる。
以上のような小渕の政権運営は、近年、再評価もされている一方で、労働者派遣法の改正によって派遣業種が拡大し、男性を中心に正規雇用が減少した上、女性の非正規労働者の数が増加したことについては、新自由主義批判の文脈から問題視されることも多い。また保守派や反創価学会派からは、創価学会を支持母体に持つ公明党と初めて連立政権を組んだことについての批判も存在する。

## 政策

### 外交防衛
- 江沢民中国国家主席（当時）の来日時、日中共同宣言を発表する一方で、江主席の日本に対する謝罪要求を退けた。
- 普天間基地の普天間基地移設問題について、沖縄県名護市の辺野古沖移設（キャンプ・シュワブ）を閣議決定した。

### 行政改革
橋本政権から引き継いだ課題の一つである中央省庁再編を積極的に推進した。中央省庁再編に伴い新設された総務省、財務省、文部科学省、厚生労働省、経済産業省、国土交通省の名称を決定したのは小渕である。

### 情報通信
当時郵政省（現：総務省）が所管するアマチュア無線に造詣が深く、自らも熱心なアマチュア無線技士（コールサイン、JI1KIT）であり、国会議員で構成する「国会アマチュア無線クラブ」の会長も務めていた。1986年（昭和61年）8月13日、日本初アマチュア衛星JAS-1の打ち上げに大きく貢献。また、アマチュア衛星JAS-1b、アマチュア衛星JAS-2の打ち上げにも貢献した。

## 選挙歴
| 当落 | 選挙                   | 執行日         | 年齢 | 選挙区    | 政党       | 得票数     | 得票率 | 定数 | 得票順位 /候補者数 | 政党内比例順位 /政党当選者数 |
| ---- | ---------------------- | -------------- | ---- | --------- | ---------- | ---------- | ------ | ---- | ------------------ | ---------------------------- |
| 当   | 第30回衆議院議員総選挙 | 1963年11月21日 | 26   | 旧群馬3区 | 自由民主党 | 4万7350票  | 14.69% | 4    | 3/6                | /                            |
| 当   | 第31回衆議院議員総選挙 | 1967年01月29日 | 29   | 旧群馬3区 | 自由民主党 | 6万1543票  | 18.16% | 4    | 3/6                | /                            |
| 当   | 第32回衆議院議員総選挙 | 1969年12月27日 | 32   | 旧群馬3区 | 自由民主党 | 5万185票   | 13.82% | 4    | 4/7                | /                            |
| 当   | 第33回衆議院議員総選挙 | 1972年12月10日 | 35   | 旧群馬3区 | 自由民主党 | 3万7258票  | 9.66%  | 4    | 4/5                | /                            |
| 当   | 第34回衆議院議員総選挙 | 1976年12月05日 | 39   | 旧群馬3区 | 自由民主党 | 7万6012票  | 18.55% | 4    | 2/6                | /                            |
| 当   | 第35回衆議院議員総選挙 | 1979年10月07日 | 42   | 旧群馬3区 | 自由民主党 | 6万2375票  | 15.39% | 4    | 3/6                | /                            |
| 当   | 第36回衆議院議員総選挙 | 1980年06月22日 | 42   | 旧群馬3区 | 自由民主党 | 5万9647票  | 14.64% | 4    | 4/6                | /                            |
| 当   | 第37回衆議院議員総選挙 | 1983年12月18日 | 46   | 旧群馬3区 | 自由民主党 | 4万9028票  | 12.51% | 4    | 4/5                | /                            |
| 当   | 第38回衆議院議員総選挙 | 1986年07月06日 | 49   | 旧群馬3区 | 自由民主党 | 7万5289票  | 18.35% | 4    | 4/5                | /                            |
| 当   | 第39回衆議院議員総選挙 | 1990年02月18日 | 52   | 旧群馬3区 | 自由民主党 | 7万6932票  | 17.68% | 4    | 4/7                | /                            |
| 当   | 第40回衆議院議員総選挙 | 1993年07月18日 | 56   | 旧群馬3区 | 自由民主党 | 8万9440票  | 22.74% | 4    | 1/7                | /                            |
| 当   | 第41回衆議院議員総選挙 | 1996年10月20日 | 59   | 群馬5区   | 自由民主党 | 12万7052票 | 70.70% | 1    | 1/3                | /                            |

## 人像
- 歴代の首相で初めて修士号を授与されている。
- 身長168cm、体重68kg、血液型A。
- トヨタ自動車相談役の奥田碩からは「一見おっとりされているが、人の話をよく聴く方」と評されていた。
- 総理大臣在任中に公開されたクレヨンしんちゃん 爆発!温泉わくわく大決戦に総理大臣が登場する。総理大臣の名前は同映画では出てこないが外見が小渕恵三そっくりで、モデルであるとされている。

### 「人柄の小渕」
- 絶対に他人を叱らないことで有名だった竹下登の薫陶を受け、小渕もまた敵を作らない、穏やかな性格の持ち主として知られていた。しかしその一方で、村山富市内閣総理大臣が辞意を漏らした際（後に否定し続投）、村山内閣の副総理兼外務大臣だった河野洋平が後継首相に意欲を示し、河野の意を受けた森喜朗自由民主党幹事長が党内の情勢を探るため有力者の意見を聞いて回ったところ、小渕は「ロッキード事件で自民党が苦境に立たされた時、あっさり党を見捨てて新自由クラブ結党に走った河野の首相就任は絶対に受け入れられない」と、いつになく強硬に反対し、党内最大派閥の支持が得られなければ政権の維持は難しいとして、森らは一度辞意を漏らした村山富市を慰留し、結局村山がしばらく続投することになった。
- 後年、自由民主党総裁選挙に再選を目指して出馬した際、対抗馬として立候補した、加藤紘一、山崎拓に対しては、両名が率いる派閥を党役員人事・内閣改造で徹底的に冷遇し、宏池会で加藤のライバル的存在であった河野洋平を再び外務大臣に任命したほか、同じく宏池会に所属しながら、加藤の出馬に反対した池田行彦を、党政務調査会長から総務会長へと横滑りさせた。この人事に対して、電話で抗議した加藤に対し、小渕は「あんたは俺を追い落とそうとしたじゃないか。選挙とはそういうものだ」と言い放ち、加藤は絶句したという。このように、時として敵を作らない「人柄の小渕」らしからぬ行動に出ることもあった。

### 趣味嗜好
- 趣味は、干支に因んだ牛の置物の収集、映画・音楽（クラシック）・絵画・演劇鑑賞など。
- 映画『男はつらいよ』のファンであり、寅さんファンクラブ最初の会員である。
- 国会議員でメンバー構成される、国会アマチュア無線クラブ（JG1ZQU）を設立。アマチュア無線専門誌『CQ ham radio』1981年2月号の表紙を飾っている。個人のコールサインは『JI1KIT』であった。

### スポーツ
- 1999年5月、アメリカ・シカゴを訪問し1日（現地時間）、大リーグのシカゴ・カブス対サンディエゴ・パドレス戦に登場。サミー・ソーサをキャッチャーにして始球式を行ったことがある。
- 合気道は四段の達人。衆議院議員になったばかりのころ、早稲田大学を訪れ、三段であった鈴木邦男を軽く投げ飛ばしたという。

### 交友

郷里の中之条町にある銅像

- 河口湖に別荘を建築した竹下に誘われ、小渕も竹下の横に別荘を建築。しかし、途中で建設会社が倒産し、別荘としては機能しなかった。
- 渡部恒三と親しく、福島県西白河郡西郷村の渡部所有の土地の隣に、6,000平方メートルの土地を所有していた。
- DAIGOが15歳のとき、小渕からお年玉として8万円を貰ったことがある。DAIGOの祖父である竹下登のお年玉が3万円だったことから、小渕を祖父の次に尊敬し「小渕さん、リスペクトですよ」と語っている[23]。
- 小渕の秘書を務めていた山本龍（のちの前橋市長）に対して、「山本。政治はな、金もいらねえ、休みもいらねえっていうばかにしかできねえんだ」との持論をよく語っていた[24][25]。

### ブッチホン
- 2000年1月5日、日本テレビ『ズームイン!!朝!』に、突如電話で生出演し、キャスターの福澤朗ら出演者や視聴者を驚かせた。これは、番組内でブッチホンを取り上げて貰ったことに対するお礼を兼ねた電話だった。また、4日後のテレビ朝日『サンデープロジェクト』にも、突如電話で生出演した。ただし、後者の出演に関しては、後に記者クラブ側からクレームが来た。

### 銅像
- 2001年4月にはサミットを記念して沖縄県名護市の万国津梁館に、また2002年5月には、小渕の郷里・群馬県中之条町に銅像が建立された。

## 村山富市元首相による追悼演説（抜粋）
サミットを無難にこなすためなら、開催地は東京でも大阪、京都でもよかった。むしろ、東京から遠く離れ、今なお生活、産業基盤の整備がおくれている沖縄は避けるべきだという意見も当然あったはずです。ところが、君は毅然として、サミットの開催地を酷暑の沖縄に決断したのであります。
思えば、この沖縄サミットに、君の政治家としての誠実さが象徴的にあらわれています。君は、学生時代から何度も沖縄に足を運び、本土防衛のために二十三万人が犠牲となり、戦後は、アメリカの施政権のもとに、本土から切り離され、苦しい中で本土復帰を訴えた姿を目の当たりにして、沖縄への思いを心に刻みつけたと聞いています。
革新が、日米安保反対、沖縄の本土復帰を訴えて大規模なデモを組織した一九六〇年前後、君は保守の側で沖縄文化協会をつくり、沖縄問題への取り組みを始めていたのであります。
サミット開催に当たって無難を大事にするなら、若いころからの思いに目をつぶることでした。だが、やすきにつくため信念をあいまいにし沖縄の人々の痛みを無視することは、君には到底できない相談でした。だから、困難を承知で、あえて沖縄サミットに踏み切ったのです。その熱い思いが沖縄の人々をどれほど勇気づけているかは、立場こそ違え、長年沖縄問題に取り組んできた私には痛いほどわかります。
七月二十一日から二十三日にかけて沖縄を訪れる先進国の首脳たちは、亜熱帯の美しい海、高い空、濃い緑、それに豊かな文化と人々の優しい人情に目をみはることでしょう。多くのマスコミが沖縄を全世界に報道することで、工業国の印象が強い日本が実は多様な歴史と文化を持った国であることを、改めて認識し直すに違いありません。そして、あの美しい沖縄で苛烈な戦いがあった歴史に思いをはせるとき、世界の平和に重要な責任を有している先進国の首脳たちは、平和のたっとさを改めて心に刻むはずです。
君は、早稲田大学雄弁会に属していたが、決して多弁ではなかった。でも、朴訥な語りは、人々の心にしみ込む独特な説得力があった。もしも君が沖縄サミットを主催していたら、ホスト国の首相にもかかわらず、かなり控え目に沖縄を語ったことでありましょう。だが、君ならそれで十分だった。君の含羞を帯びた語りは、何物にも増して説得力を持ち、君は存在そのものが雄弁だった。そんな君の姿を見ながら、多くの国民は沖縄の痛みを改めて自分の痛みと感じたに違いない。
今となってはかなわぬ夢となってしまいましたが、沖縄に集まる首脳たちの輪の真ん中に、どうしても君にいてほしかった。この沖縄サミットだけは君の手で完結させてほしかった。それが、悔やんでも悔やみ切れない思いとなって、私の心に大きなひっかかりとなっているのです。

## 年譜
- 1937年（昭和12年） - 出生。
- 1963年（昭和38年） - 衆議院議員選挙初当選。
- 1979年（昭和54年） - 大平内閣に総理府総務長官・沖縄開発庁長官として初入閣。
- 1986年（昭和61年） - 衆院予算委員長に就任。
- 1987年（昭和62年） - 竹下内閣で官房長官に就任。
- 1991年（平成3年） - 自民党幹事長に就任。
- 1994年（平成6年） - 自民党副総裁に就任。
- 1997年（平成9年） - 橋本内閣で外務大臣に就任。
- 1998年（平成10年） - 自民党第18代総裁に就任し、第84代内閣総理大臣に就任。
- 2000年（平成12年） - 脳梗塞のため、順天堂医院に入院、内閣総辞職。死去。

## 主な役職

### 内閣
- 内閣総理大臣
- 外務大臣
- 内閣官房長官
- 総理府総務長官
- 沖縄開発庁長官
- 総理府総務副長官
- 郵政政務次官
- 建設政務次官

### 自由民主党での主な役職
- 自由民主党総裁 (1998-2000)
- 自由民主党副総裁 (1994-1995)
- 自由民主党幹事長 (1991)
- 自由民主党副幹事長
- 自由民主党国会対策副委員長
- 自由民主党総務
- 自由民主党顧問
- 自由民主党青年部長
- 自由民主党学生部幹事
- 自由民主党政調対外経済協力特別委員会副委員長
- 自由民主党こんにゃく対策議員懇談会代表世話人
- 自由民主党電気通信問題調査会長
- 自由民主党都市公園緑地対策特別委員長
- 自由民主党医療基本問題調査委員長
- 自由民主党群馬県支部連合会会長
- 自由民主党衆議院群馬県第5区支部長
- 自由民主党新聞販売懇話会会長
- 自由民主党訪ソ団長（1990年）

#### 派閥内
- 木曜クラブ常任委員会議長
- 経世会事務総長
- 経世会会長
- 平成研究会会長

### 国会での主な役職
- 衆議院大蔵委員長
- 衆議院予算委員長
- 衆議院安全保障特別委員長
- 衆議院議院運営委員会理事
- 衆議院沖縄問題等に関する特別委員会理事
- 衆議院沖縄及び北方問題に関する特別委員会理事
- 衆議院逓信委員会理事
- 憲政記念館運営委員
- 衆議院懲罰委員会委員
- 衆議院議院運営委員会図書館運営小委員会小委員
- 衆議院農林水産委員会委員
- 衆議院外務委員会委員
- 衆議院商工委員会委員
- 衆議院地方行政委員会委員

### 議員連盟
- みんなで靖国神社に参拝する国会議員の会会長
- 郵政事業懇話会会長
- 自動車整備議員連盟会長
- 消防議員連盟会長
- 映画議員連盟会長
- 釣魚議員連盟会長
- 浄化槽対策議員連盟会長
- 情報産業振興議員連盟会長
- 大規模リゾート建設促進議員連盟会長
- 大学設立推進議員連盟世話人
- 日独議員連盟理事長
- 日本・スリランカ友好議員連盟会長
- 日本・ベトナム議員連盟会長
- 日本・モルディヴ友好議員連盟会長[26][27]
- 日本ブラジル国会議員連盟副会長
- 日本アルゼンチン友好議員連盟会長
- 日本・モザンビーク共和国議員連盟名誉顧問
- 日本会議国会議員懇談会発起人
- 国会アマチュア無線クラブ会長
- 国会フィラテリスト議員クラブ会長
- 国際連合貢献議員研究会会長

### 首相在任時
- 国土開発幹線自動車道建設審議会会長
- 阪神・淡路復興対策本部長
- 中央省庁等改革推進本部長
- 男女共同参画推進本部長
- 産業構造転換・雇用対策本部長
- 高度情報通信社会推進本部長
- 地球温暖化対策推進本部長
- 障害者施策推進本部長
- 放射能漏れ事故対策本部長
- 食料・農業・農村政策推進本部長

### その他の役職
- 日本・ベトナム文化交流協会会長（理事長は杉良太郎）
- 日本釣振興会会長
- グアテマラ大統領就任式特派大使
- 日本国際交流センターロシア・中央アジア対話ミッション団長（1997年）
- パレスチナ選挙監視団団長（1996年）
- 群馬県アマチュアボクシング連盟会長
- 「アジアの未来」講師

## 受賞・栄典
- 1999年
  - 第18回ベスト・ファーザー イエローリボン賞
  - 第19回新語・流行語大賞大賞（「ブッチホン」）
- 2000年
  - 5月14日
    - 正二位大勲位菊花大綬章
    - 群馬県名誉県民

  - 10月 - 中之条町名誉町民
- 2003年 - ブラジル連邦共和国南十字星国家勲章
- 年不明
  - イタリア共和国功労勲章グランデ・ウッフィチャーレ

## 家系

### 家族、親族
- 父・小渕光平（衆議院議員、光山社創始者）
- 母・小渕千代（光山社重役）
  - 兄・小渕光平 (2代目)（元中之条町町長、2代目光山社総帥）
  - 妻・小渕千鶴子
    - 長男・小渕剛（全日本空輸社員、中大法卒）
    - 長女・小渕暁子（イラストレーター）
    - 次女・小渕優子（衆議院議員、元TBS社員）
    - 女婿・瀬戸口克陽（TBSプロデューサー）
- 叔父・小渕岩太郎（実業家）
- 叔父・小渕浪次（実業家）

## 主な著作、論文
- 「政治と文学」（早稲田大学卒業論文、1962年）
- 「三十九人目の大蔵委員長」（1977年）
- 「石油と砂漠と人間と　小渕恵三対談集」（上毛新聞社）
- 「鈍牛 角を砥ぐ」『諸君!』（1998年）